# August Rudolf de Haas
August Rudolf de Haas (* 24. Januar 1864 in Elberfeld (heute Stadtteil von Wuppertal); † 11. Juni 1931 in Bad Godesberg) war ein deutscher Theologe und Pfarrer in Saarlouis.

## Leben

### Jugend und Ausbildung
August Rudolf de Haas wurde als Sohn des Kaufmanns Wilhelm de Haas und dessen Frau Julie (geb. Hermes) in Elberfeld geboren. Als Einjährig-Freiwilliger leistete er in den Jahren 1884–1885 beim 3. Gardegrenadierregiment in Berlin seinen Militärdienst. Im Anschluss daran studierte de Haas von 1885 bis 1888 in Berlin, Halle (Saale), Greifswald und Bonn Evangelische Theologie. Seine Ordination erfolgte am 8. März 1891. Bis zum Jahr 1893 versah de Haas pastorale Hilfsdienste in Radevormwald, Ehrenfeld und Saarlouis.

### Pfarrer von Saarlouis
Im Jahr 1894 wurde de Haas zum Pfarrer der evangelischen Gemeinde in Saarlouis berufen.

#### Gemeindesituation in Saarlouis
In der im Jahr 1680 gegründeten französischen Festungsstadt Saarlouis hatte sich erst nach der 1815 erfolgten Übergabe der Festung an Preußen eine evangelische Gemeinde bilden können. Der preußische König Friedrich Wilhelm III. hatte den Umbau des ehemaligen Fechtsaals, des „Salle des Cadets“, zum Kirchenraum für die protestantische Gemeinde der Garnison und die zivilen Protestanten veranlasst. Im Jahr 1889 war der Festungsstatus von Saarlouis und im Jahr 1893 die Pfarrstelle der Garnison aufgehoben worden. Stattdessen wurde eine Pfarrstelle für die evangelische Zivilbevölkerung eingerichtet und mit de Haas erstmals besetzt. 

### Aufbau der evangelischen Gemeinde in Dillingen/Saar
In dem Saarlouis benachbarten Dillingen/Saar hatten sich mit dem wachsenden Bedarf an Arbeitskräften für den Hüttenbetrieb der Dillinger Hütte seit Beginn des 19. Jahrhunderts auch Arbeiter evangelischer Konfession in Dillingen angesiedelt. Sie waren zunächst vom Pfarrer der evangelischen Pfarrei in Völklingen seelsorgerisch betreut worden. Mit dem Übergang Dillingens und seiner Umgebung an das Königreich Preußen im Zweiten Pariser Frieden im Jahr 1815 stand seit dem Jahr 1817 in Saarlouis der evangelische Garnisonpfarrer zur Verfügung. Am 28. Juni 1825 schloss der preußische König Friedrich Wilhelm III. durch Allerhöchste Kabinettsordre alle in den Landkreisen Saarlouis und Merzig lebenden Protestanten zu einer Kirchengemeinde in Saarlouis zusammen. Gottesdienstsaal war ebenfalls der Fechtsaal der Festung Saarlouis. 
In Dillingen selbst war der evangelische Gottesdienst ab 1878 durch den Saarlouiser Garnisonpfarrer Zehlke in einem Saal des katholischen Schulhauses in der Stummstraße (Abbruch 1964) abgehalten worden.
Aufgrund steigender Mitgliederzahlen erwarb de Haas im Jahr 1899 einen Bauplatz für einen eigenen Kirchenbau in Dillingen. Die ab dem Jahr 1902 errichtete Dillinger evangelische Kirche wurde weiterhin von de Haas von Saarlouis aus seelsorgerisch betreut und erhielt erst im Jahr 1922 durch Verfügung der Regierungskommission des Saargebietes den Status einer eigenen Pfarrgemeinde.

### Evangelischer Kirchenbau in Saarlouis

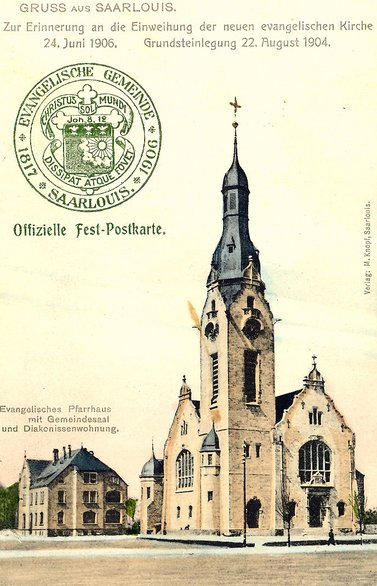
Saarlouis evangelische Kirche 1906

Um die neue Selbstständigkeit der evangelischen Christen in Saarlouis im traditionell katholischen Gebiet nach außen hin zu dokumentieren, wollte de Haas für die evangelische Kirchengemeinde ein neues, repräsentatives Gotteshaus errichten. Als Standort für die neue Kirche und das Pfarrhaus wurde auf Anraten des Kölner Baurates Josef Stübben, der für die Stadtplanung der über die Festungsanlagen hinauswachsenden Stadt Saarlouis als Gutachter hinzugezogen worden war, die niedergelegte Bastion V (Bastion Louise) gewählt.
Im Jahr 1902 ließ de Haas hinter der geplanten evangelischen Kirche in Saarlouis am Kaiser-Friedrich-Ring 46 ein repräsentatives neues Pfarrhaus in Neorenaissanceformen errichten, das ebenfalls wie der Kirchenbau von Architekt Carl-Friedrich Schlück aus Saarlouis geplant worden war. Das Pfarrhaus ließ de Haas im Jahr 1906 um eine Gartenhalle erweitern.
Die Grundsteinlegung zur Kirche erfolgte am 22. August 1904, und am 29. Juni 1906 konnte Pfarrer de Haas die fertiggestellte Kirche einweihen.

### Politische Einstellung
Seine reichs- und kaisertreue Einstellung brachte de Haas auch visuell deutlich zum Ausdruck mit der Stilwahl seiner Kirchenneubauten in Formen der von Kaiser Wilhelm II. geförderten Neoromanik bzw. Neorenaissance.
Darüber hinaus verdeutlichte de Haas seine Reichstreue durch die Pflanzung von „deutschen Eichen“ bzw. Linden: So wurden zwei Eichen, die aus Eicheln der Wittenberger Luthereiche gezogen worden waren, im Jahr 1910 von de Haas vor den Kirchen in Saarlouis und Dillingen gepflanzt. Eine weitere Eiche, die de Haas im Park hinter der Kirche in Saarlouis pflanzte, stammte aus dem Sachsenwald, dem Grundbesitz des ersten Reichskanzlers Otto von Bismarck. 
Darüber hinaus pflanzte de Haas Linden aus dem Park des Schlosses Hohenzieritz, dem Sterbeort der preußischen Königin Louise, im Park hinter der Saarlouiser Kirche. Damit sollte die Treue der evangelischen Christen zum preußischen Herrscherhaus und das „Bündnis von Thron und Altar“ nach außen sinnfällig gemacht werden.

### Weitere Bautätigkeiten
August Rudolf de Haas, der in Gemeindekreisen scherzhaft „August der Erbauer“ genannt wurde, initiierte im Umkreis von Saarlouis den Bau von mehreren evangelischen Kirchen und Schulen:
- 1905: Bau der evangelischen Schule in Fraulautern
- 1906–1907: Bau der ersten evangelischen Kirche in Lebach
- 1906–1907: Bau der ersten evangelischen Kirche in Schaffhausen (Saar)
- 1912: Bau der evangelischen Schule in Schaffhausen (Saar)
- 1913: Bau der evangelischen Schule in Dillingen

### Ausweisung aus dem Saargebiet
Gegen Ende des Ersten Weltkrieges feierte de Haas, der seit Kriegsbeginn im Jahr 1914 Garnisonpfarrer der deutschen Truppen in Saarlouis war, am 8. Oktober 1917 noch die Hundert-Jahr-Feier des Bestehens der evangelischen Gemeinde in Saarlouis. 
Bereits am 24. Dezember 1916 war ihm das Eiserne Kreuz am weißen Bande verliehen worden. Die militärische Auszeichnung war als Variante des Eisernen Kreuzes II. Klasse eine preußische Kriegsauszeichnung für Nichtkombattanten. 
Mit der deutschen Niederlage und der Verwaltung des Saargebietes durch den Völkerbund wurde Pfarrer de Haas wegen seiner prodeutschen Haltung im Februar 1919 durch die Regierungskommission des Saargebietes ins Reichsgebiet ausgewiesen.

### Amtstätigkeiten im Rheinland
Nach seiner Ausweisung aus dem Saargebiet war de Haas von 1919 bis 1920 Hilfsprediger in Duisburg und wurde dann am 4. Januar 1920 als zusätzlicher Pfarrer in Essen-Borbeck eingesetzt. Dieses Amt legte er am 1. Januar 1930 nieder und zog nach Bad Godesberg, wo er am 11. Juni 1931 verstarb.

### Familie
Am 6. November 1894 hatte sich de Haas mit Martha Wilhelmine Clarenbach verheiratet. Das Paar hatte sechs Kinder.

## Auszeichnungen
24. Dezember 1916 Verleihung des Eisernen Kreuzes am Bande